# Palpomyia hispida
Palpomyia hispida är en tvåvingeart som beskrevs av Art Borkent 1997. Palpomyia hispida ingår i släktet Palpomyia och familjen svidknott.
Artens utbredningsområde är El Salvador. Inga underarter finns listade i Catalogue of Life.